# Jakub Ťoupalík
Jakub Ťoupalík, né le 17 juillet 2001 à Tábor, est un coureur cycliste tchèque. Il est membre de l'équipe Elkov-Kasper.

## Biographie
Jakub Ťoupalík est issu d'une famille de sportifs. Son père participe à des triathlons, tandis que son grand frère Adam est coureur cycliste. Après avoir pratiqué le football puis l'athlétisme, il vient au cyclisme à l'âge de treize ans en accompagnant son frère à l'entraînement,. Il commence la compétition deux ans plus tard sous les couleurs de la Cycling Academy Tábor.
En 2020, il rejoint l'équipe continentale Topforex-Lapierre. Il délaisse alors sa discipline de prédilection (cyclo-cross) pour se consacrer principalement aux compétitions sur route.

## Palmarès sur route

### Par année
- 2019
  -  Champion de République tchèque du contre-la-montre juniors
  - 2e du championnat de République tchèque sur route juniors
- 2021
  - 2e de la Course de Solidarność et des champions olympiques
  - 9e du championnat d'Europe sur route espoirs
- 2022
  - 2e du championnat de République tchèque sur route espoirs
  - 3e de Velká Bíteš-Brno-Velká Bíteš
  - 3e du championnat de République tchèque du contre-la-montre espoirs
  - 3e de la Visegrad 4 Bicycle Race-GP Slovakia
- 2024
  -  Médaillé d'or du contre-la-montre aux championnats du monde universitaire
  -  Médaillé d'argent du critérium aux championnats du monde universitaire
- 2025
  - 3e de Velká Bíteš-Brno-Velká Bíteš

### Classements mondiaux
| Année                                 | 2020  | 2021 | 2022 | 2023  | 2024  |
| ------------------------------------- | ----- | ---- | ---- | ----- | ----- |
| Classement mondial                    | 1346e | 681e | 557e | 2076e | 2458e |
| UCI Europe Tour                       | 1023e | 541e | 434e | nc    | nc    |
|                                       |       |      |      |       |       |
| Légende : nc = non classéSource : UCI |       |      |      |       |       |

## Palmarès en cyclo-cross
- 2018-2019
  - 2e du championnat de République tchèque de cyclo-cross juniors
  - 5e du championnat d'Europe de cyclo-cross juniors
  - 9e du championnat du monde de cyclo-cross juniors
- 2019-2020
  - 3e du championnat de République tchèque de cyclo-cross espoirs
- 2021-2022
  - 2e du championnat de République tchèque de cyclo-cross